# 永興國際
永興國際（控股）有限公司，簡稱永興國際控股，以及永興國際（英語：Wing Hing International (Holdings) Limited，港交所除牌時0621.HK），曾經為營建築行業，也是由中保永興國際（控股）有限公司更名而來，是在2005年12月20日開始。
自從原母公司香港中國保險(集團)有限公司出售後，予售給獨立第三者，開展了採煤、採金等行業，已先後收購Taung Gold所有股權，自此在2011年10月14日，更名為壇金礦業有限公司至今。

## 連結
- TaungGold.com （页面存档备份，存于）